# Johann Dietrich Löwensen
Johann Dietrich Löwensen (auch: Johann Diderich Loevensen und Johann Dieterich Lövensen sowie Johannes Dietrich Lövensen oder Johannes Ditericus Loevensen und weitere Namensvarianten; * 13. Oktober 1647 in Alfeld an der Leine; † 22. Februar 1708 in Hannover) war ein hannoverscher evangelischer Pastor und Büchersammler.

## Leben
Löwensen wurde kurz vor dem Ende des Dreißigjährigen Krieges 1647 in Alfeld geboren als Sohn des dortigen Camerarius Dietrich Lövensen und der Margaretha Arens. Er studierte in Goslar, Hildesheim und Helmstedt und erhielt im Jahr 1675 den Titel als Magister verliehen. 1678 wurde er als Prediger nach Hannover an die dortige Aegidienkirche berufen.
Johannes Dietrich Lövensen heiratete Lucie oder Lucia, Tochter des Apothekers Sellenstedt von der hannoverschen Ratsapotheke und Witwe von Henrich Meyer. Die Ehe blieb kinderlos.
Die an der Aegidienkirche von Löwensen vorgefundene „alte Bibliothek“ vermehrte der Pastor im Laufe der Jahrzehnte um rund 1300 zusätzliche Bücher, neben seltenen Werken insbesondere theologische und die Reformation betreffende Schriften, die sogenannte Löwensensche Bibliothek.
Die Leichenpredigt für den am 22. März 1708 gestorbenen Pastor der Aegidiengemeinde sowie dessen wenige Tage später am 3. März 1708 verschiedene Ehefrau hielt der Pfarrer Johann Rabe. Als Erben hatte die Witwe den Oberkammerherrn und Oberzahlmeister Johann Erich Schilden eingesetzt, der weitere Verfügungen über die von ihr der Stadt gestiftete Bibliothek treffen sollte.

## Schriften
- Christliche Leichpredigt/ Uber die Worte Syrachs, Cap. I. v. 13. 14. 15. 16. Wer den Herrn fürchtet/ dem wirds wol gehen in der letzten Noht/ u.s.w. : Bey ... Bestattung Der ... Frau Catharinen/ gebohrner von Wintheim/ Des ... Christiani Busmann, Medic. Doct. ... Practici hieselbst ... Eheliebsten/ Welche am 17. Tage des Mäymonaths/ im Jahr Christi 1681. ... entschlaffen/ und darauff am 25. Eiusdem ... beygesetzet worden/ Gehalten und ... zum Druck übergeben (1682),  Hannover: Gedruckt bey Georg Friederich Grimmen, Fürstl. Hoff-Buchdrucker, 1682; Digitalisat der Staatsbibliothek zu Berlin - Preußischer Kulturbesitz
- Christliche Leich-predigt über die Worte Davids Psalm. XXV. v. 15. 16. 17. 18. Meine Augen sehen stets zu dem Herrn/ &c. : Bey Volck-reicher Leich-Begängniß Der ... Frau Marien Blocks/ Des ... Herrn Conrad Bödestaps/ gewesenen fürnehmen Bürgers und Brauers hieselbst ... nachgelassenen Wittwen/ Welche am 13. Ianuarii dieses 1685sten Jahrs ... entschlaffen/ und darauff am 27. Eiusdem in ihr Begräbniß allhier zu S. Aegidii beygesetzet worden/ Gehalten ... (1685), Hannover: Gedruckt bey Georg Friederich Grimmen, Fürstl. Hoff-Buchdrucker, 1685